# 斎藤巳之吉
斎藤 巳之吉（さいとう みのきち、1881年（明治14年）9月14日 - 1965年（昭和40年）2月17日）は、明治時代後期から昭和時代の政治家。山形県酒田市長。

## 経歴
斎藤茂助の四男として、山形県飽海郡大町村（西平田村を経て現酒田市地内）に生まれ、社会事業家・斎藤千里の婿養子となる。専修大学を卒業し、新潟県官房主事、北魚沼郡長、佐渡支庁長、赤十字新潟支部病院事務長などを歴任した。ほか、郷里出身の高級官僚・太田政弘の知遇を受け、台湾、朝鮮などに赴任した。
1933年（昭和8年）初代酒田市長の中里重吉に招かれ同市助役に就任。1937年（昭和12年）10月、中里の引退した後を受けて酒田市長に就任した。戦時下の市政に手腕を発揮し、酒田港築港整備、軍需産業の誘致、学童疎開、建物疎開による空襲対策などに尽力した。養父の後を継いだ敬虔なカトリック教徒だった。墓所は酒田海晏寺。
戦後、「翼賛郡支部長」のため公職追放となった。